# العلاقات الكرواتية النيوزيلندية
العلاقات الكرواتية النيوزيلندية هي العلاقات الثنائية التي تجمع بين كرواتيا ونيوزيلندا.

## مقارنة بين البلدين
هذه مقارنة عامة ومرجعية للدولتين:
| وجه المقارنة                                              | كرواتيا                                                  | نيوزيلندا                                              |
| --------------------------------------------------------- | -------------------------------------------------------- | ------------------------------------------------------ |
| المساحة (كم2)                                             | 56.59 ألف                                                | 268.02 ألف                                             |
| عدد السكان (نسمة)                                         | 4.11 مليون                                               | 4.24 مليون                                             |
| الكثافة السكانية (ن./كم²)                                 | 72.63                                                    | 15.82                                                  |
| العاصمة                                                   | زغرب                                                     | ويلينغتون، أوكلاند                                     |
| اللغة الرسمية                                             | اللغة الكرواتية                                          | لغة إنجليزية، اللغة الماورية، لغة الإشارة النيوزيلندية |
| العملة                                                    | كونا كرواتية                                             | دولار نيوزيلندي، الجنيه النيوزيلندي                    |
| الناتج المحلي الإجمالي (بليون دولار)                      | 54.85 مليار                                              | 205.85 مليار                                           |
| الناتج المحلي الإجمالي (تعادل القوة الشرائية) بليون دولار | 94.64 مليار                                              |                                                        |
| الناتج المحلي الإجمالي الاسمي للفرد دولار أمريكي          | 11.54 ألف                                                |                                                        |
| الناتج المحلي الإجمالي للفرد دولار أمريكي                 | 21.64 ألف                                                |                                                        |
| مؤشر التنمية البشرية                                      | 0.818                                                    | 0.914                                                  |
| رمز المكالمات الدولي                                      | +385                                                     | +64                                                    |
| رمز الإنترنت                                              | .hr                                                      | .nz                                                    |
| المنطقة الزمنية                                           | توقيت وسط أوروبا، ت ع م+01:00، ت ع م+02:00، أوروبا/زغرب ‏ | ت ع م+13:00، ت ع م+12:00                               |

## منظمات دولية مشتركة
يشترك البلدان في عضوية مجموعة من المنظمات الدولية، منها:
| علم المنظمة | اسم المنظمة                               | تاريخ انضمام كرواتيا | تاريخ انضمام نيوزيلندا |
| ----------- | ----------------------------------------- | -------------------- | ---------------------- |
|             | وكالة ضمان الاستثمار متعدد الأطراف        | 19 مارس 1993         | 22 أبريل 2008          |
|             | الأمم المتحدة                             | 22 مايو 1992         | 24 أكتوبر 1945         |
|             | الفريق المعني برصد الأرض                  | ?                    | ?                      |
|             | منظمة حظر الأسلحة الكيميائية              | ?                    | ?                      |
|             | منظمة التجارة العالمية                    | ?                    | ?                      |
|             | منظمة الشرطة الجنائية الدولية             | ?                    | ?                      |
|             | مؤسسة التنمية الدولية                     | 25 فبراير 1993       | 1 أكتوبر 1974          |
|             | يونسكو                                    | 1 يونيو 1992         | 4 نوفمبر 1946          |
|             | الاتحاد البريدي العالمي                   | ?                    | ?                      |
|             | البنك الدولي للإنشاء والتعمير             | 25 فبراير 1993       | 31 أغسطس 1961          |
|             | المنظمة الهيدروغرافية الدولية             | ?                    | ?                      |
|             | الاتحاد الدولي للاتصالات                  | 3 يونيو 1992         | 3 يونيو 1878           |
|             | مؤسسة التمويل الدولية                     | 25 فبراير 1993       | 31 أغسطس 1961          |
|             | المركز الدولي لتسوية المنازعات الاستشارية | 22 أكتوبر 1998       | 2 مايو 1980            |
|             | مجموعة أستراليا                           | 2007                 | 1985                   |
|             | مجموعة الموردين النوويين                  | ?                    | ?                      |

## أعلام
هذه قائمة لبعض الشخصيات التي تربطها علاقات بالبلدين:
- آدم ميتشيل (لاعب كرة قدم نيوزلندي، 1 يونيو 1996[22] – )
- أوني بارون (لاعب كرة مضرب نيوزيلندي، 15 أبريل 1947 – )
- ابي ايرسيغ (لاعبة كرة قدم نيوزيلندية، 20 نوفمبر 1989[23] – )
- إيفان فيسليتش (لاعب كرة قدم نيوزلندي، 3 سبتمبر 1976[24] – )
- بريندون وينسلو (لاعب رغبي نيوزيلندي، 30 أغسطس 1969 – )
- بول أورلوفيتش (لاعب كرة قدم نيوزيلندي، 21 نوفمبر 1978[25] – )
- بيرسي إرتسيغ (مدرب اتحاد رغبي نيوزيلندي، 28 نوفمبر 1928 – 26 مايو 2019)
- ريتشارد شاندلير (رائد أعمال نيوزيلندي، 1961 – )
- شاين جونز (سياسي نيوزيلندي، 3 سبتمبر 1959 – )
- شون فيتزباتريك (لاعب اتحاد رغبي نيوزيلندي، 4 يونيو 1963[26] – )
- كريس زوريكيخ (لاعب كرة قدم نيوزلندي، 3 مايو 1969[27] – )
- كريستوفر شاندلير (1960 – )
- لورد (7 نوفمبر 1996[28][29] – )
- ميرو ميجر (لاعب كرة قدم نيوزيلندي، 14 أغسطس 1980 – )

## وصلات خارجية
- موقع وزارة الخارجية الكرواتية
- موقع وزارة الخارجية النيوزيلندية